# Bada Márta
Bada Márta (Erdőtarcsa, 1951. március 19. −) magyarországi cigány festőművész.

## Életútja, munkássága
Ötgyermekes családból származik, még a gyermekek kis korában Gödöllőre költözött a család. Az öt gyermek közül csak Bada Márta és az egyik húga fejezte be az általános iskolai tanulmányokat. Bada Mártát már nagyon korán érdekelte a festészet, ezért jelentkezett a pesti Képző- és Iparművészeti Gimnáziumba, de nem vették fel. 1963–1976 között a budapesti Épületkerámiai Vállalatnál dolgozott mint segédmunkás, kézifestőként padlólapokat is tervezett, később Gödöllőn vállalt takarítást a városgazdálkodásnál, s ebből biztosította megélhetését.
1973 óta fest rendszeresen, kezdetben amatőr festőknek hirdetett pályázatokon vett részt. Segítette őt a festésben László Lilla rajztanárnő, továbbá a Gödöllői művésztelep vezetője és Mizser Pál festőművész. A nagy festők közül Munkácsy Mihály, Szinyei Merse Pál, Vincent van Gogh és Péli Tamás festészete volt rá nagy hatással. Képein impresszionisztikus, gazdag színvilággal ábrázolja a gödöllői tájat, az ott élő cigányokat és megelevenít egy színes mesevilágot. Képeinek alakjai gyakran asszonyok, lányok, madonnák, rajtuk keresztül mutatja be sorstársai életét. Kedvelt témája a tenger és annak élővilága is. Festői pályáját segítette Daróczi Ágnes művelődéskutató, Lakatos Menyhért, Zsigó Jenő és Sári Katalin művészettörténész. 1979-ben vett részt először csoportos kiállításon Budapesten, majd első önálló kiállítására 1982-ben a Gödöllői Galériában került sor. Kereste a cigány képzőművészek társaságát, megismerkedett Oláh Marával, Oláh Jolánnal és másokkal. Egyre több csoportos cigány kiállításra válogatták és válogatják be képeit, de voltak kiállításai külföldön is. Ma már megtalálhatók képei külföldi és hazai magángyűjteményekben, a Néprajzi Múzeumban, a Roma Parlament Képtárában, a Közéleti Roma Nők Egyesületében, a Magyar Művelődési Intézet Gyűjteményében.

## A 2009-es Cigány festészet című albumban megjelent festményei

### Tájképek
- Erdőrészlet (olaj, farost, 80x60 cm, 1999)
- Park (olajfos, farost, 89x59 cm, 1989)
- Gödöllői erdő (olaj, farost, 53x39 cm, 1991)

### Figurális képek
- Szépasszonyok a szigeten (olaj, farost, 85x64 cm, 1984)
- Testvérek (olaj, vászon, 60x63 cm, 2009)
- Kurvák (olaj, papír, 55x53 cm, 1990)
- Portré (olaj, farost, 60x80 cm, 1992)
- Férfi fej (olaj, farost, 51x71 cm, 1982)

### Mitológia és álomvilág
- Vízitündér (olaj, farost, 80x88 cm, 1988)
- Magdolna sárkánnyal (olaj, farost, 60x43 cm, 2002
- Túl az Óperencián... (olaj, farost, 70x54 cm, 2009)

## Kiállításai (válogatás)

### Egyéni
- 1982 • Gödöllői Galéria, Gödöllő;
- 2001 • Balázs János Galéria, Budapest.
- 2019 • Cziffra György Fesztivál keretein belül a MOMkult Reich Károly Lépcsőház Galéria, Budapest
- 2019 • budavári Mária Magdolna-torony, Budapest
- 2020 • Levendula Galéria, Gödöllő
- 2023 • Szentandrássy István Roma Művészeti Galéria, Budapest[1]
- 2023 • Művészetek Háza, Gödöllő[2]

### Csoportos
- 1979, 1989, 2000 • Autodidakta cigány képzőművészek országos kiállítása, Budapest;
- 1985 • A cigány művészek világkiállítása, Párizs;
- 2003 • Kortárs roma nőművészet I., Balázs János Galéria, Budapest;
- 2005 • Önarcképek - Az Európai iskola és a kortársak, 2B Galéria, Budapest
- 2007 • Mi arcunk : roma portréábrázolás, Balázs János Galéria, Budapest • Az emlékezés színes álmai, vándorkiállítás, Peking • Magyar Nemzeti Galéria, Budapest
- 2008, 2009 • Az emlékezés színes álmai, vándorkiállítás, Szolnok • Eger • Pécs • Salgótarján • Miskolc • Szekszárd
- 2009 • Köztetek : nőábrázolás a roma képzőművészetben, Balázs János Galéria, Budapest.
- 2012 • Beszélő paletták című Magyar Roma Képzőművészeti Kiállítás a Közigazgatási és Igazságügyi Minisztérium Társadalmi Felzárkózásért Felelős Államtitkársága folyosóján és irodáiban, Budapest.[3][4]